# Cèrber
En la mitologia grega, el ca Cèrber (en grec antic: Κέρβερος; en llatí: Cerberus) era el guardià de les portes de l'Hades (l'infern). La seva tasca era impedir la sortida als morts i l'entrada als vius. Era un gos gegantí de tres caps i cua de drac, i moltes altres serps li naixien del llom. A més, es diu que la seva mossegada era verinosa. Hesíode diu que tenia 50 caps, però altres autors indiquen que en tenia tres.
Era fill d'Equidna i Tifó, i germà d'Ortre. L'existència d'un gos infernal a l'entrada de l'infern sembla que ja estava present en la mitologia indoeuropea originària, ja que apareix en els mites d'altres pobles indoeuropeus, com és el cas del gos ensagnat Garm de la mitologia escandinava.
Això no obstant, dues vegades fou burlada la seva vigilància. La primera gràcies a la música de la lira d'Orfeu, que va amansir-lo. La segona, quan la sibil·la de Cumas, guia d'Enees en la seva baixada als Inferns, va adormir-lo donant-li un pastís.
En el seu onzè treball, Hèracles lluità amb ell i el va guanyar només amb la força dels seus braços; el portà davant d'Euristeu com li havia estat ordenat i el tornà després altre cop a l'Hades.

## Hèracles captura Cèrber

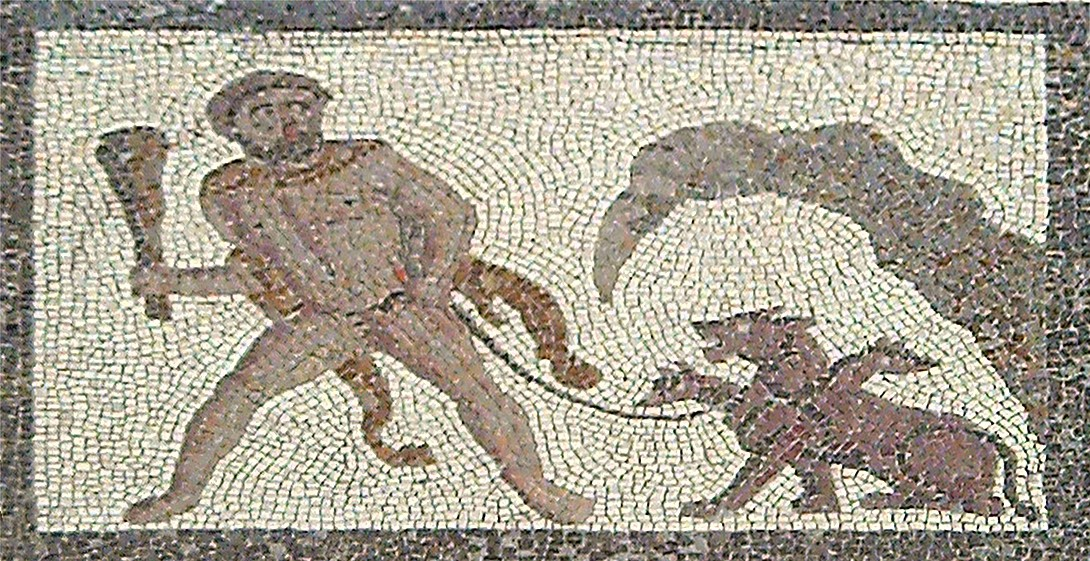
Hèracles i Cèrber. Mosaic romà de Llíria (València)

L'últim dels dotze treballs d'Hèracles fou capturar Cèrber. Va viatjar primer a Eleusis per ser iniciat en els misteris eleusins i aprendre així com entrar i sortir viu de l'Hades, i de passada per absoldre's a si mateix de la culpa d'haver matat els seus fills. Trobà l'entrada a l'inframon al Cap Tènar. Atena i Hermes l'ajudaren a traspassar l'entrada a l'anada i a la tornada. Gràcies a la insistència d'Hermes i al seu propi aspecte fer, Caront el va portar a la seva barca per l'Aqueront.
Mentre era a l'inframon, Hèracles va alliberar Teseu, però la terra tremolà quan va intentar alliberar Pirítous, per la qual cosa va haver de deixar-lo enrere. Ambdós havien estat empresonats per Hades, que els havia subjectat màgicament a un banc quan van intentar segrestar Persèfone. Aquesta màgia era tan forta que quan Hèracles va estirar Teseu per alliberar-lo, part de les cuixes d'aquest van quedar enganxades al banc, la qual cosa explicaria per què els seus descendents tenien cuixes notablement primes.
En algunes versions, Hèracles simplement demana permís a Hades per emportar-se Cèrber, a la qual cosa aquest accedeix sempre que Hèracles no faci mal al gos, però en altres versions Hèracles dispara una fletxa a l'Hades. Després d'això, en algunes versions Hèracles lluita amb el gos i l'arrossega fora de l'Hades, passant per la cova Aquerúsia, però en altres Hèracles tracta amb amabilitat el gos per primera vegada, i aquest l'acompanya fora dòcilment tota la seva vida.

## Teories sobre el seu origen
La constel·lació dels Peixos no va estar sempre associada amb els dos peixos, ja que el peix estel·lar originari era Piscis Austrinus. També es va creure que eren dues persones unides (que en algunes històries eren transformades en peixos, i que haurien acabat evolucionant a simples peixos). Totes dues figures estarien unides sota l'eclíptica, l'àrea que es creia que representava l'inframon. L'eclíptica, el trànsit del sol, talla el vincle. Un dels peixos queda pràcticament fora (el més occidental) i l'altre sembla continuar unit a l'eclíptica i dirigir-se cap a baix (el més oriental). Tanmateix, part del primer continua unit.
Que la persona que Hèracles aconseguí alliberar de la seva trampa en l'inframon sigui Teseu indica el coneixement que els mites tenien sobre ell i com el relacionen amb la reina de les amazones; per tant, en la següent història apareix com a company d'Hèracles. Aquest èmfasi en la continuïtat està possiblement relacionat amb el fet que la constel·lació que representa la següent història també apareix parcialment sobre Peixos.
Sota la Constel·lació dels Peixos hi ha la constel·lació Cetus, normalment considerada un monstre marí o una balena. Tanmateix, és igualment possible veure'l com dues portes tancades amb els seus pals i un grup de tres estrelles darrere del seu centre. Ja que miren cap a l'eclíptica i en són molt a prop, aquestes portes serien les de l'inframon, que seria sota l'eclíptica. El guardià de les portes de l'Hades era tradicionalment Cèrber, que tenia tres caps, una associació que requereix l'ús de les tres principals (tot i que comparativament febles) estrelles de la constel·lació moderna del Forn a tall de cua.
Ja que Cèrber era considerat un element permanent de l'Hades, poc podia ocórrer-li que li fes mal. En no haver-hi cap altra constel·lació en aquesta zona, poca història més podia donar-se-li, a part de la de fer una cosa no permanent, com moure'l a l'altre costat de les portes.
Alternativament, una versió anterior podria no haver inclòs la història de Teseu empresonat, la qual cosa podria haver estat una reelaboració posterior del paper de les constel·lacions en la història. En tal cas, la branca de Peixos que no escapa de l'eclíptica podria haver-se destinat a representar el consegüent ascens de Cèrber (però encara lligat, i havent de tornar, per tant, al final).

## Derrotes
Cèrber va ser derrotat algunes vegades:
- L'última prova d'Hèracles era capturar Cèrber. Hi ha diverses versions sobre la captura que es detallen més avall.
- Orfeu utilitzà la música per a calmar-lo i adormir-lo.
- Hermes va aconseguir adormir-lo utilitzant aigua del riu Lete.
- En la mitologia romana, Enees l'adormí utilitzant coques de mel amb droga.
- En una història romana posterior, Psique també el va adormir de la mateixa manera que Enees.